# Sean Simpson
Sean Simpson (Essex, 1960. május 4. –) kanadai jégkorongozó, jégkorongedző. 2020 tól 2022-ig a magyar férfi jégkorong-válogatott szövetségi kapitánya.

## Pályafutása

### Játékosként
Simpson 1960-ban született az Egyesült Királyságban. Az 1980-as NHL-draft hetedik körében választotta ki a Chicago Blackhawks, ám az elitligában nem szerepelt. Az 1980-1981-es szezonban a kanadai Ottawa 67’s, majd 1981 és 1983 között az AHL-ben szereplő New Brunswick Hawks és Springfield Indians csapataiban jégkorongozott. 1983 és 1988 között a holland élvonalbeli Tilburg Trappers játékosa volt. 1989-ben a Rotterdam Panda's csapatával holland bajnokságot nyert. Az 1988-1989-es szezonban Svájcban játszott, 1991-ben Olaszországban fejezte be játékos-pályafutását. 1986 és 1987 között hat alkalommal szerepelt a kanadai válogatottban.

### Edzőként
Simpson 1991 óta dolgozik edzőként, először a svájci Lyss és Zug csapatainál volt utánpótlás- és másodedző. 1998-ban a Zuggal vezetőedzőként svájci bajnoki címet szerzett. 1999-ben a német élvonalbeli München Barons vezetőedzője lett, amellyel az első évében bajnok lett. A 2002-2003-as szezonban a Hamburg Freezers csapatát irányította. 2003-ban visszatért Svájcba és ismét a Zug vezetőedzője lett, emellett másodedző lett a kanadai válogatottnál a Spengler-kupákon. 2008-ban vezetőedzőként nyerte meg a Sprengler-kupát a kanadai válogatottal. 2009-ben Bajnokok Ligáját és Victoria Cupot nyert a Zürich Lions csapatával. 2010 és 2014 között Simpson volt a svájci válogatott szövetségi kapitánya, amellyel 2013-ban világbajnoki ezüstérmet szerzett. Azóta Simpson dolgozott Oroszországban, Németországban és ismét Svájcban. 2020 szeptemberétől a magyar férfi jégkorong-válogatott szövetségi kapitánya volt. 2022-ben irányításával a magyar válogatott feljutott az A csoportba. 2022 májusában nem hosszabbította meg a lejáró szerződését.